# Muscle bulbo-spongieux
Le muscle bulbo-spongieux (ou bulbo-caverneux) est un muscle du triangle uro-génital situé dans l'espace superficiel du périnée. Il est présent bien que différent chez les deux sexes. Il se nomme aussi muscle constricteur du vagin ou muscle orbiculaire du vagin chez la femme.

## Origine
Pour les deux sexes, les fibres du muscle bulbo-spongieux naissent de corps du périnée.
Pour l'homme des fibres naissent également du raphé médian du pénis.

## Insertion

### Chez l'homme
Une partie des fibres se fixe sur la face supérieure du bulbe du pénis en s'entrecroisant avec les fibres du muscle controlatéral.
Une autre partie contourne la face dorsale du corps caverneux et s'entrecroisent avec les fibres équivalentes du muscle controlatéral. Elles forment le muscle de Houston.

### Chez la femme
Le muscle bulbo-spongieux est constitué de deux parties séparées recouvrant latéralement  le bulbe du vestibule et les glandes vestibulaires majeures. Les fibres musculaires se dirigent en avant de chaque côté du vagin vers les corps caverneux du clitoris et le dos de celui-ci.

## Innervation
Le muscle bulbo-spongieux est innervé par une branche du nerf périnéal, lui-même issu du nerf pudendal.

## Rôle
Le muscle bulbo-spongieux a pour action de fournir une aide à la vidange de l'urètre après la miction. Chez l'homme, il peut jouer un rôle au cours de la phase finale de l'érection et au cours de l'éjaculation. Chez la femme, il permet de resserrer l'orifice externe du vagin, d'évacuer les sécrétions des glandes vestibulaires majeures et de participer à l'érection du clitoris.